# Pommes de terre de Chiloé

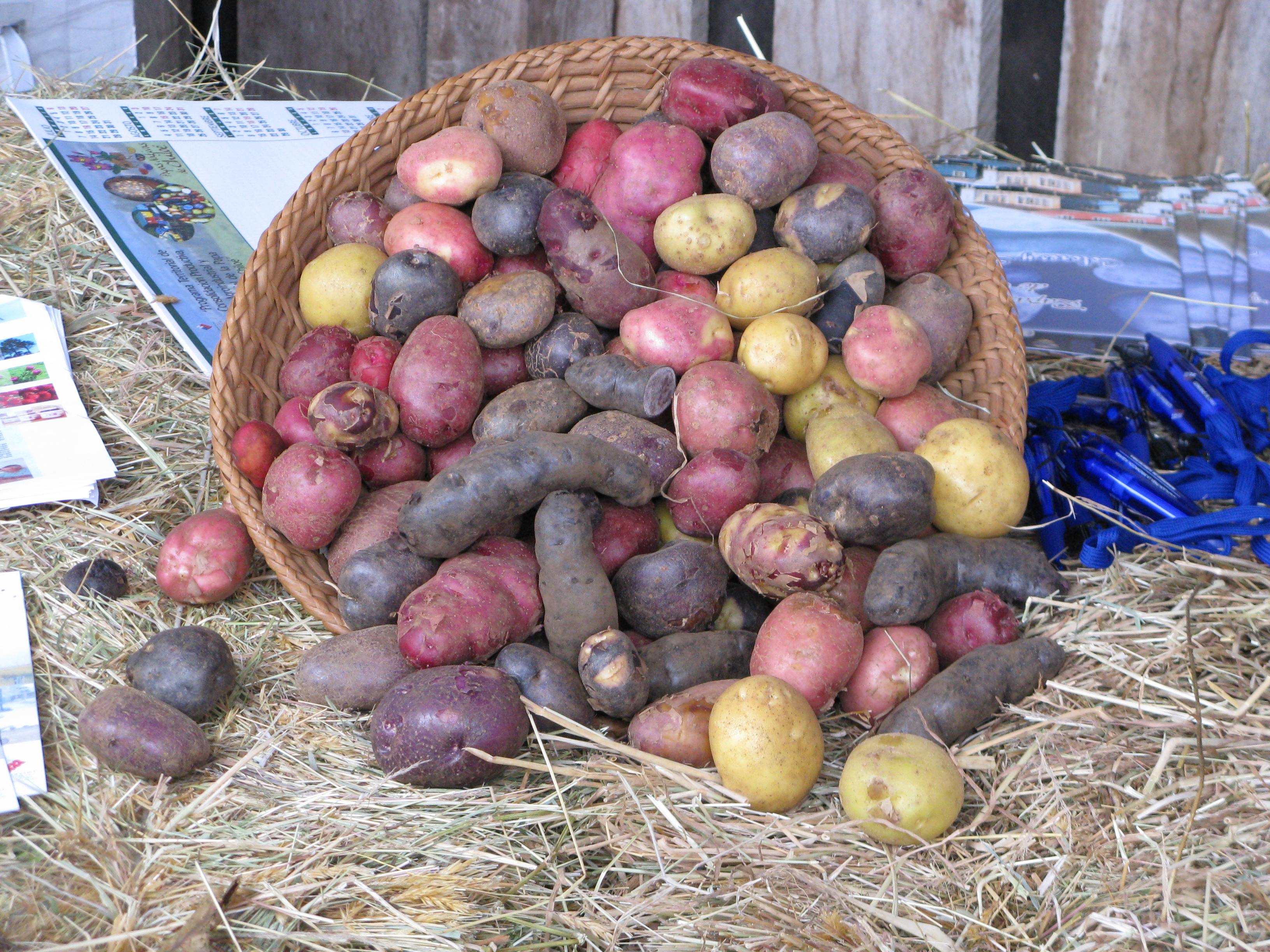
Pommes de terre de Chiloé

Les pommes de terre de Chiloé sont des variétés de pommes de terre indigènes de l'île de Chiloé (sud du Chili), cultivées traditionnellement par les populations locales appartenant à la culture Huilliche. La culture et la consommation de pommes de terre étaient déjà pratiquées par les peuples amérindiens de cette région avant l'arrivée des Espagnols, ainsi qu'en témoignent les premières attestations qui remontent à 1541 (lettre de Pedro de Valdivia à l'empereur Charles Quint citant les papas, avec le maïs, le quinoa, le piment et les haricots, parmi les plantes cultivées par les Mapuches.
Il s'agit de variétés de la sous-espèce Solanum tuberosum subsp. tuberosum, différentes des pommes de terre indigènes de l'altiplano andin de la sous-espèce Solanum tuberosum subsp. andigenum, bien qu'elles soient comme ces dernières tétraploïdes.
L'île de Chiloé est considérée comme un centre secondaire de la domestication de la pomme de terre, à côté du centre principal qui est la région du lac Titicaca, à cheval sur le Pérou et la Bolivie. Appartenant à la même sous-espèce et ayant les mêmes caractéristiques physiologiques (adaptation à une photopériode de jours longs) que les pommes de terre européennes, les pommes de terre de Chiloé sont considérées par certains auteurs comme étant à l'origine de ces dernières. Ce point est cependant controversé, les conditions des premières introductions de la pomme de terre en Europe n'étant pas connues avec précision. Il est à noter que l'île de Chiloé, région maritime, sans relief élevé, au climat océanique tempéré (entre 41° et 45º de latitude Sud) et humide, offre des conditions très favorables à la culture de la pomme de terre et semblables à celles rencontrées en Irlande.
On trouve également dans cette région du Chili, depuis La Serena au nord jusqu'à l'archipel des Chonos au sud, des pommes de terre sauvages, appartenant à plusieurs espèces apparentées : Solanum etuberosum, Solanum maglia, Solanum oceanicum, Solanum palustre

## Conservation des variétés traditionnelles
Depuis 1989 le Centro de educación y tecnología (CET, centre d'éducation et de technologie) de Chiloé a constitué, à Notuco (commune de Chonchi), une banque de gènes des pommes de terre de Chiloé comptant environ 200 accessions de cultivars traditionnels chilotes. Pour assurer en outre une conservation in situ de ces variétés, un programme de travail a été entrepris avec les communautés paysannes et indigènes pour les associer à la  sauvegarde de ces ressources génétiques.
Cette action s'inscrit depuis 2002 dans le cadre d'un « site pilote » sur l'« agriculture de Chiloé » inclus dans les Systèmes ingénieux du patrimoine agricole mondial (SIPAM) lancés par la FAO.

## Liste de variétés
Liste d'une centaine de variétés de pomme de terre indigènes de Chiloé.

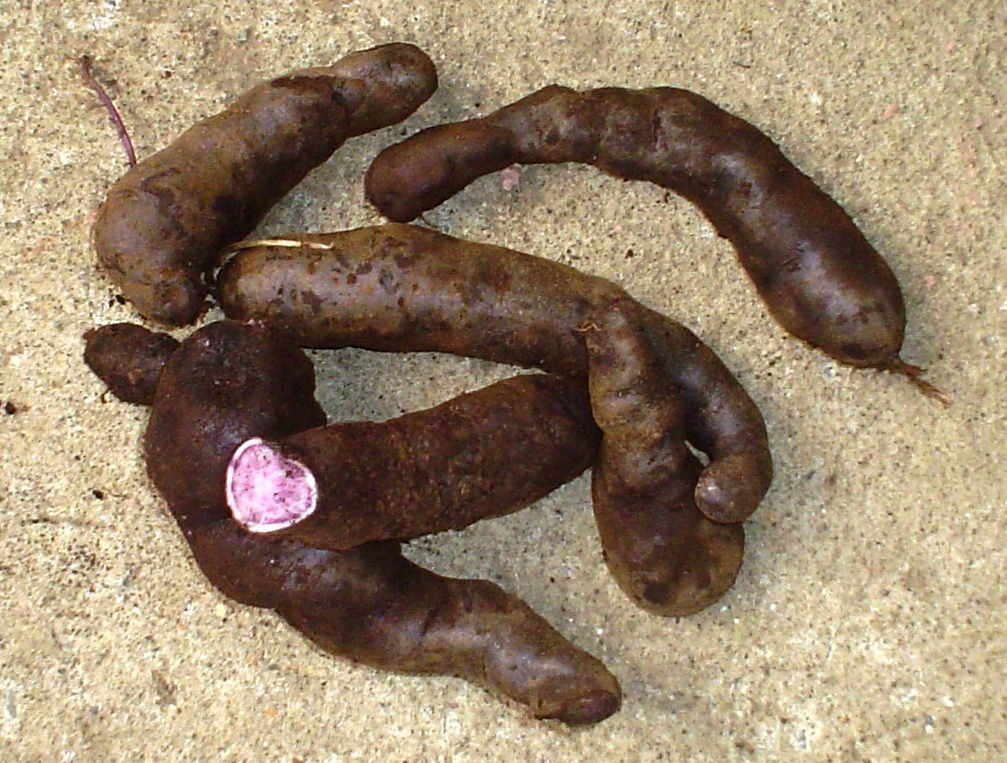
variété 'Guadachos'

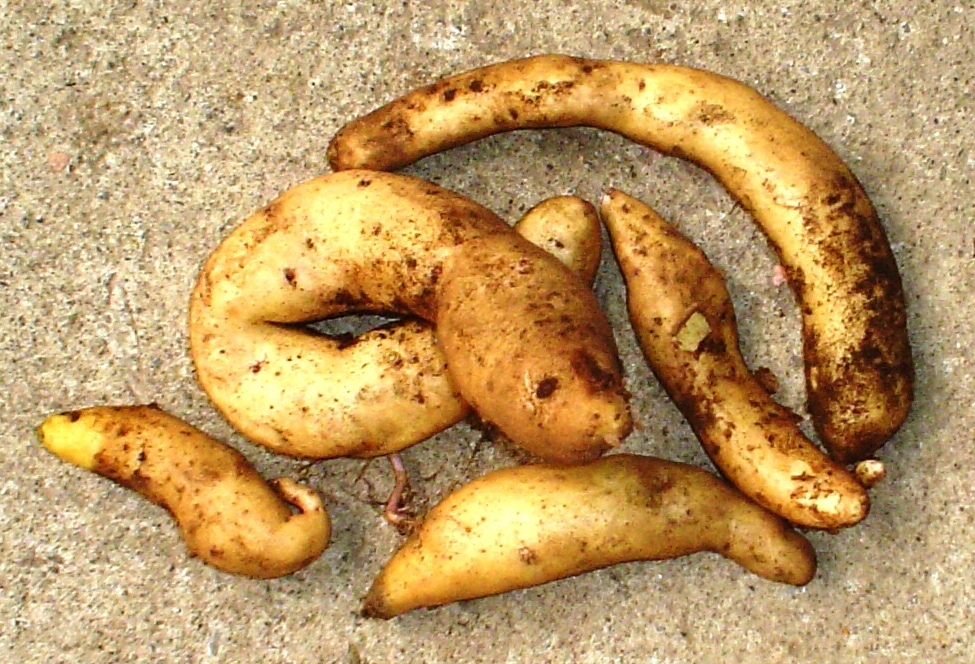
variété 'Michuñe Blanca'

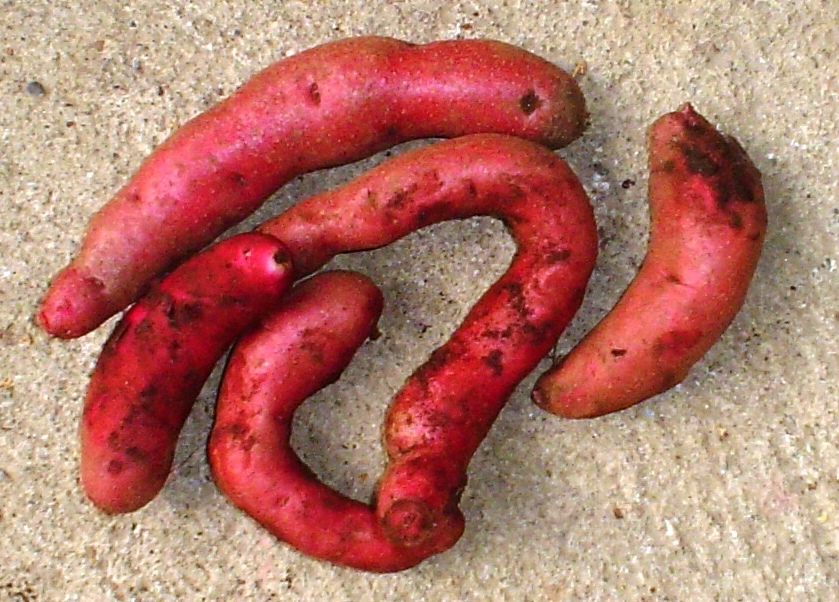
variété 'Michuñe Roja'

- Amarilla
- Americana
- Andina
- Araucana
- Asoberana
- Australia
- Azul Primeriza, Purranca
- Azul, Riñona
- Bastoneza
- Bizcocha Negra
- Blanca
- Bolera
- Boliviana
- Caballera
- Cabritas
- Caribajas
- Cacho Negra
- Camota
- California
- Cauchao
- Cebolla
- Chapeda* Chaulineca
- Chelina
- Chivato
- Chona
- Cielo
- Clávela Blanca
- Clávela Redonda
- Coluna
- Corahila
- Cordillera
- Costa
- Europea
- Francesa Negra
- Frutilla
- Guadachos Colorados
- Guapa
- Guicaña
- Hualayhuanas
- Huecas
- Huinco
- Indiana
- Latiga
- Ligeras
- Lingues
- Lujosa
- Lliñe
- Magallanes
- Mantequilla Rosada
- Maude
- Maulluillas
- Mechay
- Memichun
- Michuñe Azul
- Michuñe Blanca
- Mojon de Gato
- Molejon
- Murta Hunica
- Nanulues
- Natalina
- Ñiamcu
- Ñocha
- Ojitos Lindos
- Oropana
- Patiru-Poñi
- Pachacoña
- Pedán
- Pehuenche
- Pichuña
- Pillicume
- Pita
- Pirihuaña
- Quehuambaca
- Quetipoñi
- Quila
- Redonda
- Reina
- Riñon
- Rodada
- Rama, Azul Postrera, Corazon
- Seda
- Siete Semanas
- Soldada
- Temprana
- Uquilda
- Vidoquin
- Villarroela
- Voycañes
- Zapatona